# JoMo

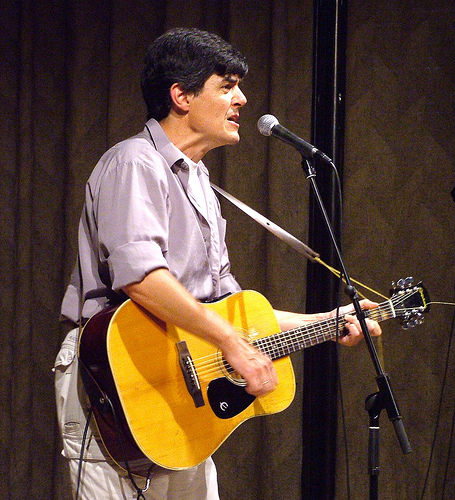
JoMo в Антверпені, 2007

JoMo (Йо́Мо), справжнє ім'я Жан-Марк Лекле́рк (фр. Jean-Marc Leclercq; *10 жовтня 1960, Ліон) — французький (окситанський) співак та письменник, есперантист. Мешкає в Тулузі.
Жан-Марк був учасником гурту Les Rosemary's Babies, що видав два альбоми й здобув певну популярність у Європі. Як сольний виконавець став відомий завдяки великій різноманітності мов (22 мови), якими виконує пісні. Через це він потрапив до Книги рекордів Ґіннеса.
Він грав у гурті есперантистів "JoMo kaj Liberecanoj", з яким записав однойменний есперантомовний альбом (туди увійшла зокрема пісня Maĥnovŝĉino, присвячена українським повстанцям-анархістам). Пізніше гурт змінив назву на JoMo kaj la mamutoj. Фактично ж назва та склад гурту змінюються залежно від обставин виступу.
У травні 2006 року вийшов його роман окситанською мовою «Україна» (Ucraïna), оснований на історичних документах. В цій книзі йдеться про молодого англійського журналіста, що 1920 року потрапив до центральної України на свій перший репортаж і втягнувся в місцеву революцію.
З 4 по 10 листопада 2011 Жан-Марк провів сім концертів в Україні (принаймні так було заплановано): в Чернігові, Дрогобичі, Трускавці, Моршині, Львові, Києві та Житомирі.

## Дискографія
- 1998 — JoMo kaj Liberecanoj
- 2001 — JoMo Friponas!
- 2006 — Jomo slavumas